# ショックガン
ショックガン（衝撃銃、衝撃砲）は、複数のSF漫画やアニメなどに登場する架空の道具。光線銃や熱線銃などの一種とされているが殺傷力はなく、相手にショックを与えて一時的に気絶させる用途が主である。作品によっては光線銃や熱線銃でも、低出力で撃つことによりショックガンとしても使えるものもある（『コブラ』のサイコガンなど）。
本項では藤子・F・不二雄のSF漫画『ドラえもん』、ならびにそれを原作とするアニメなどに登場するひみつ道具のショックガンについて解説する。

## 概要
光線銃の一種だが、相手を気絶させるのみで、殺傷能力はない。『ドラえもん のび太の大魔境』をはじめとして、ドラえもん映画作品で武器として多用される道具の一つで、銃の名手であるのび太の他、しずかやスネ夫も使用している。ゲーム作品でも武器として頻繁に登場する。また『ザ・ドラえもんズ スペシャル』ではドラえもんが頻繁に使用している。
『ドラえもん のび太と鉄人兵団』では、ロボットに対しても効果を発揮している。ただし劇中では、ドラえもんが「空気砲やショックガンでは、ロボット達に決定的なダメージを与えられない」と述べている。ちなみに、本作ではのび太のみ他のキャラクターと異なるモデルを使用している。対人攻撃では、防護服程度の装備で防がれてしまったこともある。しかし作品によっては「人間以外を攻撃した場合は凄まじいダメージを与えられる」という設定になっていることがあり、例として映画『ドラえもん のび太の魔界大冒険』及び映画『ドラえもん のび太の新魔界大冒険』では、迫り来る隕石を一撃で消滅させる威力を発揮している。
テレビアニメ第2作第1期「空き地のジョーズ」では、光と音で威嚇する銃が「ショックガン」と呼ばれている。この銃に気絶させるほどの攻撃力はなく、サメや人間に軽いショックを与えたり、自動車のタイヤに穴を開ける程度。
『ドラえもん のび太と翼の勇者たち』では、作中では「ショックガン」と呼ばれているものの、公式サイトでは「シビレガン」と呼ばれている。
「空気ピストル」に対して大型版の「空気砲」があるのと同様、ショックガンの大型版に「ショック砲」が存在する。こちらは腕にはめる空気砲よりもさらに大きく、乗り物に搭載させる本来の意味での大砲レベルの大きさであり、『のび太と翼の勇者たち』に登場する鳥野博士のタイムマシンに装備されている。
また、ドラえもんのひみつ道具ではないが『ドラえもん のび太の宇宙開拓史』に登場するロップルの持つ銃もショックガンと呼ばれている。やはり殺傷能力はなく、相手を気絶させるのみ。しかし木を焼き切る程度の攻撃力は存在する。大長編では、このショックガンはのび太へ譲られているが、以降の作品でドラえもんが取り出すひみつ道具として登場するショックガンとはデザインが異なっている。

## 他作品での扱い
宇宙戦艦ヤマト - ショックカノンや衝撃砲と呼ばれ、ヤマト以後地球艦船の主砲に採用。高威力の破壊兵器。
ゾイドシリーズ - 大小さまざまなものが採用されており威力射程にも幅がある模様。